# John Money
John William Money (8 de julho de 1921 - 7 de julho de 2006) foi um psicólogo, sexólogo e autor, especializado em pesquisa de identidade sexual e biologia de gênero. Ele foi um dos primeiros cientistas a estudar a psicologia da fluidez sexual e como as construções societárias de "gênero" afetam um indivíduo. Seu trabalho foi celebrado por sua inovação e criticado, particularmente no que diz respeito ao seu envolvimento com a redesignação sexual de David Reimer e seu suicídio. Money publicou cerca de 2.000 artigos, livros, capítulos e revisões. Seus escritos foram traduzidos para muitas línguas. Money recebeu cerca de 65 honras, prêmios e graus mundiais, mas foi desacreditado, especialmente por David Reimer, antes de seu suicídio.

## Biografia
Nascido em Morrinsville, Nova Zelândia, em uma família de descendentes de ingleses e galeses, Money estudou inicialmente psicologia na Universidade Victoria de Wellington, formando-se com um duplo mestrado em psicologia e educação em 1944. Money era um membro junior da faculdade de psicologia da University of Otago em Dunedin, mas em 1947, aos 26 anos, ele emigrou para os Estados Unidos para estudar no Instituto Psiquiátrico da Universidade de Pittsburgh. Ele saiu de Pittsburgh e obteve seu doutorado na Universidade de Harvard em 1952. Casou-se brevemente na década de 1950, mas não teve filhos.
Money propôs e desenvolveu várias teorias e terminologia relacionada, incluindo identidade de gênero, papel de gênero, identidade/papel de gênero, e lovemap. Ele também mudou a palavra "perversões" para "parafilias" e a palavra "preferência sexual" para "orientação sexual", buscando descrições menos críticas e argumentando que a atração não é necessariamente uma questão de livre arbítrio.
Money era pofessor de pediatria e psicologia médica at Universidade Johns Hopkins de 1951 até sua morte. Ele também estabeleceu a Clínica de Identidade de Gênero Johns Hopkins em 1965, juntamente com Claude Migeon, que foi chefe de cirurgia plástica em Johns Hopkins. O hospital começou a realizar cirurgia de redesignação sexual em 1966. Em Johns Hopkins, Money também esteve envolvido com a Unidade de Comportamentos Sexuais, que realizou estudos sobre cirurgia de redesignação sexual. Ele recebeu a Medalha Magnus Hirschfeld em 2002 da Sociedade Alemã de Pesquisa Social-Científica da Sexualidade.
Money foi um dos primeiros apoiadores das artes da Nova Zelândia, tanto literárias como visuais. Ele era um conhecido amigo e apoiador do autor Janet Frame. Em 2002, quando sua doença de Parkinson piorou, Money doou uma parcela substancial de sua coleção de arte para a Eastern Southland Art Gallery, em Gore, Nova Zelândia. Em 2003, a primeira-ministra da Nova Zelândia, Helen Clark, abriu a ala John Money na Eastern Southland Gallery.
Money morreu em 7 de julho de 2006, um dia antes de seu aniversário de 85 anos, em Towson, Maryland, de complicações da doença de Parkinson.

## Livros sexológicos
Money foi co-editor de um livro de 1969, "Transsexualism and Sex Reassignment", que ajudou a obter mais aceitação na cirurgia de redesignação sexual e indivíduos transgéneros.

### Identidade sexual, identidade de gênero e papéis de gênero
Money introduziu numerosas definições relacionadas ao gênero em artigos de revistas na década de 1950, muitos deles como resultado de seus estudos de Hermafroditismo.
A definição de gênero de Money baseia-se na compreensão das diferenças de sexo entre os seres humanos. De acordo com Money, o fato de que um sexo produz óvulos e o outro sexo produz esperma é o critério irredutível da diferença de sexo. No entanto, existem outras "diferenças derivadas do sexo" que se seguem após esta dicotomia primária.
Essas diferenças envolvem a forma como a urina é expelida do corpo humano e outras questões de dimorfismo sexual. De acordo com a teoria de Money, as "diferenças adjuvantes do sexo" são tipificadas pelo menor tamanho das fêmeas e seus problemas em se movimentar enquanto amamentam crianças. Isso torna mais provável que os machos façam itinerância e caça.
As "diferenças arbitrárias de sexo" são aquelas que são puramente convencionais: por exemplo, seleção de cores (azul bebê para meninos, rosa para meninas). Algumas das mais recentes diferenças se aplicam às atividades da vida, como oportunidades de carreira para homens versus mulheres.
Finalmente, Money criou o agora comum termo de "papel de gênero", que ele diferenciou do conceito do papel sexual terminológico mais tradicional. Isso surgiu de seus estudos de hermafroditas. De acordo com Money, os papéis sexuais genitais e eróticos estavam agora, por sua definição, incluídos no termo mais geral "papel de gênero", incluindo todas as atividades não genitais e não-eróticas que são definidas pelas convenções da sociedade para se aplicar a homens ou a mulheres.
Finalmente, Money criou o agora comum termo de papel social de gênero que ele diferenciou do conceito de terminologia mais tradicional de "papel sexual". Isso surgiu de seus estudos de hermafroditas. De acordo com Money, os papéis sexuais genitais e eróticos estavam agora, por sua definição, incluídos no termo mais geral "papel social de gênero", incluindo todas as atividades não genitais e não-eróticas que são definidas pelas convenções da sociedade para se aplicar a homens ou a mulheres.
Em seus estudos de hermafroditas, Money descobriu que existem seis variáveis que definem o sexo. Enquanto na maioria das pessoas os seis se alinhariam inequivocamente como em qualquer "macho" ou "fêmea", em hermafroditas qualquer um ou mais do que um destes poderia ser inconsistente com os outros, levando a vários tipos de anomalias. Em seu artigo de 1955, ele definiu esses fatores como:
1. sexo atribuído e sexo de criação
2. morfologia genital externa
3. estruturas reprodutivas internas
4. características hormonais e secundárias do sexo
5. sexo gonadal
6. sexo cromossômico

e acrescentou, 
"Os pacientes que apresentam várias combinações e permutações dessas seis variáveis sexuais podem ser avaliados em relação a uma sétima variável:
7. O papel e a orientação do gênero como homem ou mulher, estabelecidos enquanto crescem."
Ele então definiu o papel social de gênero como 
"todas as coisas que uma pessoa diz ou faz para se revelar como tendo o status de menino ou homem, menina ou mulher, respectivamente. Inclui, mas não se restringe à sexualidade no sentido do erotismo. O papel do gênero é avaliado em relação ao seguinte: maneirismos gerais, comportamento e conduta; preferências de jogo e interesses recreativos; tópicos espontâneos de conversa em conversas não estimuladas; conteúdo de sonhos, devaneios e fantasias; respostas a perguntas oblíquas e testes projetivos; evidência de práticas eróticas, e, finalmente, as próprias respostas da pessoa à consulta direta."
Money tornou o conceito de gênero mais abrangente e inclusivo do que masculino/feminino. Para ele, o gênero incluía não só o status de homem ou de mulher, mas também era uma questão de reconhecimento pessoal, atribuição social ou determinação legal; não apenas com base nos genitais, mas também com base em critérios somáticos e comportamentais que vão além das diferenças genitais.
Em 1972, Money apresentou suas teorias em Man & Woman, Boy & Girl, um livro de texto convencional de nível universitário. O livro apresentou David Reimer como um exemplo de redesignação de gênero.

### Gay, Hétero e Intermediário: A Sexologia da Orientação Erótica
Neste livro "Gay, Straight and In-Between: The Sexology of Erotic Orientation" (Oxford 1988: 116), Money desenvolve uma concepção de "bodymind", como um caminho para os cientistas, no desenvolvimento de uma ciência sobre a sexualidade, para avançar das trivialidades de dicotomia entre naturais versus estimuladas, inatas versus adquiridas, biológicas versus sociais e psicológicas versus fisiológicas. Ele sugere que todos estes capitalizam a concepção antiga, pré-platônica, pré-bíblica do corpo versus a mente, e o físico versus o espiritual. Ao cunhar o termo "bodymind", nesse sentido, Money deseja avançar para além desses princípios muito enraizados de nossa raça ou psicologia vernácula.
Money também desenvolve aqui (Oxford 1988: 114-119) uma visão de "Conceitos de determinismo", transcultural, trans-histórico e universal, que todas as pessoas têm em comum, sexualmente ou de outra forma. Estes incluem parbondage, troopbondage, abidance, ycleptance, foredoomance, como estratégias de enfrentamento: aplicação (obrigação), inibição, explicação.
Money sugere que o conceito de limiar (Oxford 1988: 115) - a liberação ou inibição do comportamento sexual (ou outro) - é mais útil para a pesquisa do sexo como substituto para qualquer conceito de motivação. Além disso, confere a vantagem distinta de ter continuidade e unidade para o que de outra forma seria um campo de pesquisa altamente desigual e variado. Também permite a classificação do comportamento sexual. Para Money, o conceito de limite tem grande valor devido ao amplo espectro ao qual se aplica. "Permite pensar em desenvolvimento ou longitudinalmente, em termos de estágios ou experiências programadas em série, hierarquicamente ou cibernéticamente (ou seja, reguladas por feedback mútuo)". (Oxford 1988: 116)

## Controvérsias

### A redesignação sexual de David Reimer
Durante sua vida profissional, Money foi respeitado como especialista em comportamento sexual, especialmente por alegadamente demonstrar que o gênero era aprendido e não inato. Muitos anos depois, no entanto, revelou-se que seu caso mais famoso era fundamentalmente falho. O assunto foi a redesignação sexual de David Reimer (nascido como Bruce Reimer), no que mais tarde se tornou conhecido como o caso "John/Joan".
Em 1966, uma circuncisão mal sucedida deixou David Reimer de oito meses sem pênis. Money persuadiu os pais do bebê de que a cirurgia de redesignação sexual seria mais interessante para Reimer. Com a idade de 22 meses, Bruce sofreu uma orquidectomia, em que seus testículos foram removidos cirurgicamente. Ele foi redesignado para ser criado como menina e recebeu o nome de Brenda. Money ainda recomendou o tratamento hormonal com o qual os pais concordaram, e recomendou um procedimento cirúrgico para criar uma vagina artificial, que os pais recusaram. Money publicou uma série de documentos que relataram a redesignação como bem sucedida.
O caso de David despertou atenção internacional em 1997, quando contou sua história a Milton Diamond, um sexólogo acadêmico que o persuadiu para que ele pudesse denunciar o desfecho, para dissuadir os médicos de tratar outros bebês da mesma forma.. Logo depois, Reimer foi a público com sua história, e John Colapinto publicou uma matéria amplamente divulgada e influente na revista Rolling Stone em dezembro de 1997.
Em 2000, David e seu irmão gêmeo (Brian) alegaram que Money os forçou a ensaiar atos sexuais envolvendo "movimentos de empurrão", com David jogando no papel inferior. Ele disse que quando criança, Money o forçou a "ficar de quatro patas" com seu irmão, Brian Reimer, "atrás de seu traseiro" com "sua virilha contra" suas "nádegas", e que Money obrigou David a "abrir suas pernas" com Brian por cima. Money também obrigou as crianças a tirar suas "roupas" e se envolver em "inspeções genitais". Em "pelo menos uma ocasião", Money teria tirado fotos das duas crianças fazendo essas atividades. A justificativa de Money para esses tratamentos foi sua crença de que o jogo de ensaio sexual "infantil" era importante para uma "identidade de gênero adulta saudável".
Reimer experimentou as visitas a Baltimore como traumáticas, e quando Money começou a pressionar a família para levá-lo a uma cirurgia durante a qual uma vagina seria construída, a família interrompeu as visitas de acompanhamento. A partir de 22 meses de idade, Reimer passou a urinar através de um buraco que os cirurgiões colocaram no abdômen. O estrogênio foi administrado durante a adolescência para induzir o desenvolvimento de mama. Não tendo contato com a família, uma vez que as visitas foram interrompidas, John Money não publicou nada mais sobre o caso.
Durante vários anos, Money informou sobre o progresso de Reimer como o "caso John/Joan", descrevendo o desenvolvimento de gênero feminino aparentemente bem sucedido e usando este caso para apoiar a viabilidade da terapia de redesignação sexual e reconstrução cirúrgica mesmo em casos não-intersexo. Money escreveu: "O comportamento da criança é tão claro que é uma menina pequena e tão diferente das maneiras juvenis de seu irmão gêmeo". Notas de um ex-aluno no laboratório de Money que, durante as visitas de acompanhamento, que ocorreram apenas uma vez por ano, os pais de Reimer costumavam mentir para a equipe do laboratório sobre o sucesso do procedimento. O irmão gêmeo, Brian, mais tarde desenvolveu esquizofrenia.
Em 1 de julho de 2002, Brian foi encontrado morto por uma overdose de antidepressivos. Em 4 de maio de 2004, depois de sofrer anos de depressão severa, instabilidade financeira e problemas conjugais, David cometeu suicídio disparando em sua cabeça com uma espingarda, aos 38 anos. Os pais de Reimer declararam que a metodologia de Money foi responsável pela morte de ambos os filhos.
Money afirmou que a resposta da mídia à exposição foi devido ao viés de mídia de direita e "o movimento antifeminista". Ele afirmou que seus detratores acreditavam que "a masculinidade e a feminilidade são incorporadas nos genes para que as mulheres voltem ao colchão e à cozinha".  No entanto, os ativistas intersexo também criticaram Money, afirmando que o fracasso não relatado levou à redesignação cirúrgica de milhares de bebês como uma questão política. Em particular, Money foi mortificado pelo caso, disseram colegas, e, como regra, não discutiu. Os próprios pontos de vista de Money também se desenvolveram e mudaram ao longo dos anos.

### Opiniões sobre pedofilia
John Money foi crítico em debates sobre cronofilias, especialmente pedofilia. Ele afirmou que tanto os pesquisadores quanto o público não fazem distinção entre pedofilia afetiva e pedofilia sádica. Money afirmou que a pedofilia afetiva era sobre amor e não sexo.
"se eu visse o caso de um menino de dez ou onze anos que é intensamente atraído eroticamente por um homem de vinte e poucos anos, se o relacionamento é totalmente mútuo e a ligação é genuinamente totalmente mútua... então eu não chamaria isso patologia de qualquer maneira."
Money considerou que a pedofilia afetiva é causada por um excesso de amor parental que se tornou erótico e não é uma desordem comportamental. Em vez disso, ele assumiu a posição de que a heterossexualidade é outro exemplo de um conceito sociológico e, portanto, superficial, ideológico.